# Enipeus (Mythologie)
Enipeus (altgriechisch Ἐνιπεύς Enipeús) ist ein Flussgott der griechischen Mythologie, ein Sohn des Okeanos und der Tethys sowie die heimliche Liebe der Tyro.
Tyro war zwar mit König Kretheus von Iolkos vermählt, mit dem sie die gemeinsamen Söhne Aison, Pheres und Amythaon hatte. Allerdings liebte sie Enipeus. Sie versuchte ihn zu verführen; Enipeus widerstand jedoch ihren Annäherungsversuchen. Eines Tages näherte sich ihr Poseidon, der seinerseits in Leidenschaft für Tyro entflammt war, in Gestalt des Enipeus und vollzog mit der getäuschten Tyro das, wozu Enipeus aus Anstand heraus nicht in der Lage war. Aus dieser Verbindung stammten die Zwillinge Neleus und Pelias.
Der nach ihm benannte Fluss Enipeus liegt in Thessalien, wo er zum Schlüsselfaktor der Schlacht von Pharsalos werden sollte.